# Thomas Überall
Thomas Überall (* 21. Juni 1959 in Kitzbühel, Tirol) ist ein ehemaliger österreichischer Freestyle-Skier. Er war auf die Disziplin Aerials (Springen) spezialisiert. Er nahm dreimal an Weltmeisterschaften teil und erreichte vier Podestplätze im Weltcup.

## Biografie
Inspiriert von Heinrich „Fuzzy“ Garhammer, baute Überall 1976/77 mit anderen Jugendlichen, darunter sein späterer Mannschaftskollege Hugo Bonatti, eine Schanze auf der Bichlalm. Im Winter darauf nahm er an den Staatsmeisterschaften in Kitzbühel teil. Bei einem Trainingslager im Schnalstal erhielten die Jungen, die zunächst in Eigenregie trainiert hatten, erstmals professionelle Unterweisungen. Während die anderen dem Sport den Rücken kehrten, verfolgte Überall seine Ambitionen weiter und schaffte es bald in die Freestyle-Nationalmannschaft.
Am 2. März 1980 gab Überall am Oberjoch sein Debüt im Freestyle-Skiing-Weltcup. 1981 erreichte er seine ersten drei Top-10-Ergebnisse im Weltcup und gewann den ersten von sechs Staatsmeistertiteln in seiner Paradedisziplin Aerials. Nach weiteren Platzierungen unter den besten zehn gelang ihm in der Saison 1985/86 mit drei Podestplätzen als erstem Österreicher der Durchbruch an die absolute Weltspitze. Am Mont Gabriel und in Mariazell musste er sich als Zweiter jeweils nur Yves Laroche geschlagen geben, in der Disziplinenwertung erreichte er mit Platz vier ein Karrierehoch. Bei den ersten Freestyle-Weltmeisterschaften in Tignes wurde er Neunter. Im Februar 1988 nahm er an den Olympischen Spielen von Calgary teil, wo Freestyle-Skiing erstmals mit Demonstrationswettbewerben vertreten war, und belegte Aerials-Rang acht. Seinen letzten von insgesamt vier Podestplätzen im Weltcup errang Thomas Überall drei Wochen später in La Clusaz. Bei den Weltmeisterschaften am Oberjoch belegte er Rang 22 und beendete danach seine aktive Laufbahn im Leistungssport.
Nach seiner Skikarriere arbeitet Thomas Überall als Rennsportmanager für Red Bull. Er war von 2018 bis 2022 mit der Kabarettistin Monika Gruber liiert.

## Erfolge

### Olympische Spiele
- Calgary 1988: 8. Aerials (Demonstrationswettbewerb)

### Weltmeisterschaften
- Tignes 1986: 9. Aerials
- Calgary 1988: 8. Aerials
- Oberjoch 1989: 22. Aerials

### Weltcupwertungen
| Saison  | Gesamt | Gesamt | Aerials | Aerials |
| Saison  | Platz  | Punkte | Platz   | Punkte  |
| ------- | ------ | ------ | ------- | ------- |
| 1980    | 85.    | 4      | 38.     | 4       |
| 1981    | 39.    | 76     | 14.     | 76      |
| 1982    | 44.    | 72     | 16.     | 72      |
| 1983    | 51.    | 8      | 22.     | 34      |
| 1984    | 25.    | 19     | 7.      | 113     |
| 1985/86 | 18.    | 22     | 4.      | 132     |
| 1986/87 | 58.    | 9      | 19.     | 53      |
| 1987/88 | 33.    | 16     | 10.     | 113     |
| 1988/89 | 111.   | 1      | 43.     | 8       |

### Weitere Erfolge
- 6 österreichische Meistertitel (Aerials 1981 und 1983–1987)[5]
- Europameister im Aerials 1981